# George Williamson (diplomático)
George McWillie Williamson (1829–1882) fue un diplomático estadounidense que se desempeñó como embajador de los Estados Unidos en Nicaragua, Costa Rica, El Salvador y Guatemala bajo la administración de Ulysses S. Grant.
En el 10 de diciembre de 1873, fue confirmado como comisionado por los Estados Unidos de América a los estados centroamericanos por el senado tras ser apuntado para tal cargo en el 17 de mayo. Presentó sus credenciales al gobierno de Costa Rica en el 13 de agosto, al de Guatemala en el 9 de septiembre, al de El Salvador en el 18 de octubre, al de Nicaragua en el 1 de noviembre y finalmente al de Honduras en el 19 de febrero de 1874. Terminó su misión al resignar en el 31 de enero de 1879.
El ministro Williamson fue instruido por el gobierno norteamericano que uno de los objetivos de su misión sería llevar una unión de los estados centroamericanos y que lo había de hacer en una manera cuidadosa y discreta.
Originalmente, iba a residir en San José, Costa Rica, en vez de la ciudad de Guatemala como lo habían hecho anteriormente los diplomáticos a Centroamérica; pero, por causa de la hostilidad del gobierno de Costa Rica con los Estados Unidos causada por su disgusto con las propuestas de unión centroamericana, terminó residiendo en la ciudad de Guatemala.
En 1876, visitó la Hacienda Naranjo, propiedad de Pedro de Aycinena, e hizo el primer reportaje del sitio arqueológico Naranjo. Hizo varias excavaciones en el sitio y lo describió. En su descripción incluye monumentos de piedra, algunos de los cuales habían sido trasladados del sitio antes de su visita pero aún quedaban tres líneas de monumentos en pie.